# Wangzhuang (sockenhuvudort i Kina, Jiangsu Sheng, lat 31,54, long 120,35)
Wangzhuang (kinesiska: 旺庄, 旺庄街道) är en sockenhuvudort i Kina. Den ligger i provinsen Jiangsu, i den östra delen av landet, omkring 160 kilometer öster om provinshuvudstaden Nanjing. Antalet invånare är 128 693. Befolkningen består av 62 345 kvinnor och 66 348 män. Barn under 15 år utgör 5,0 %, vuxna 15-64 år 88 %, och äldre över 65 år 5,0 %.
Runt Wangzhuang är det tätbefolkat, med 762 invånare per kvadratkilometer. Närmaste större samhälle är Wuxi, 6,3 km väster om Wangzhuang. Trakten runt Wangzhuang består till största delen av jordbruksmark.
Genomsnittlig årsnederbörd är 1 613 millimeter. Den regnigaste månaden är augusti, med i genomsnitt 234 mm nederbörd, och den torraste är januari, med 55 mm nederbörd.